# Henryk Pacjan
Henryk Janusz Pacjan (ur. 2 stycznia 1946 w Kolonii Wojciechów) – polski działacz partyjny i państwowy, inżynier rolnik, w latach 1989–1991 wicewojewoda koszaliński.

## Życiorys
Syn Józefa i Józefy. Absolwent studiów z inżynierii rolnictwa w Wyższej Szkole Rolniczej w Poznaniu, kształcił się podyplomowo w Akademii Ekonomicznej w Krakowie. Prowadził gospodarstwo rolne, był również kierownikiem Rolniczej Spółdzielni Produkcyjnej w Kamieniu Pomorskim.
Wstąpił do Polskiej Zjednoczonej Partii Robotniczej. Od 1976 do 1979 był sekretarzem Komitetu Miejskiego PZPR w Będzinie. Następnie związany z Komitetem Wojewódzkim PZPR w Koszalinie, w którym był kolejno kierownikiem Wydziału Rolnictwa i Gospodarki Żywnościowej (od 1979), sekretarzem (od 1980) i kierownikiem Wydziału Polityczno-Organizacyjnego (od 1983). Od 1 lipca 1989 do 31 stycznia 1991 pełnił funkcję wicewojewody koszalińskiego.
W III RP związał się z Sojuszem Lewicy Demokratycznej, zasiadł m.in. w jego radzie powiatowej. W 2001 został kierownikiem Powiatowego Urzędu Pracy w Koszalinie, w 2002 bez powodzenia kandydował do sejmiku zachodniopomorskiego. W kadencji 2002–2006 był wicestarostą powiatu koszalińskiego.
W 2005 odznaczony Krzyżem Kawalerskim Orderu Odrodzenia Polski za wybitne zasługi w pracy zawodowej i działalności na rzecz społeczności lokalnej.